# Diogen Laertski
Diogen Laertski (starogrško Διογένης Λαέρτιος, Diogenēs Laertios, Diogenes Laërtius, tudi Diogen Laercij ) je bil biograf starogrških filozofov. O njegovem življenju ni veliko podatkov, toda danes je njegovo delo Življenja in misli znamenitih filozofov pomemben vir znanj o zgodovini grške filozofije, za nekatera izgubljena dela pa sploh edini vir.

## Življenje
Čeprav se ne ve zagotovo, naj bi Diogen Laertski živel po Sekstu Empiriku (ok. leta 200), katerega omenja v delih, ter pred poznoantičnim slovničarjem Štefanom iz Bizanca (c. 500), ki ga citira. V delu ne omenja novoplatonizma, čeprav je naslovljeno na žensko, ki je bila navdušena platonistka. Prav zato se predpostavlja, da je živel v prvi polovici 3. stoletja, v času vladanja cesarja Aleksandra Severa (222-235) in/ali njegovih naslednikov. 
Točna oblika njegovega imena ni zagotova. Antični rokopisi vedno omenjajo Laercija Diogena, to obliko imena uporabita tudi Sopater in Suda. Moderna oblika Diogen Laercij je bolj redka, uporablja jo Štefan iz Bizanca. Omenjen je tudi kot zgolj Laercij ali Diogen. Diogen je sicer pogosto antično ime, vendar pri Laerciju o njem lahko le domnevamo. Tudi izvor imena Laercij je nepoznan, Štefan iz Bizanca in antični geograf Strabon ga omenjata kot "Διογένης ὁ Λαερτιεύς" (Diogenes ho Laertieus), iz česar lahko sklepamo, da je Diogen prihajal iz nekega tako imenovanega mesta, morda iz Laerte v Karijiali pa iz Laerte v Kilikiji. Druga možna razlaga je, da je imel eden izmed njegovih prednikov za patrona člana rimske družine Laërtii. Danes prevladujoča domneva pa je, da je "Laercij" vzdevek (izpeljan iz homerskega vzdevka Diogenes Laertiade, ki se je nanašal na Odiseja), s katerim so ga ločili od preostalih prebivalcev z istim imenom, ki so živeli v antičnem svetu ter naj bi kazal na njegov domnevno visok (aristokratski) rod. Še ena od domnev se opira na 109. poglavje devete knjige, kjer Diogen omeni slovničarja Apolonida iz Nikaje in uporabi besedno zvezo "pri nas" in s tem namiguje, da izhaja iz Nikeje v Bitiniji (blizu Bizanca). 
Njegov rojstni kraj je prav tako neznan, opiramo se lahko le na zgoraj omenjene domneve. Na podlagi njegove nekoliko staromodne učenosti in preveč poglobljenega znanja lahko domnevamo, da ni izhajal iz nobenega izmed večjih kulturnih središč, marveč iz razmeroma provincialnega okolja. Še vseeno pa obstaja možnost, da se je v katerem od njih izobraževal ali deloval.

## Delo
Njegovo (edino) poznano delo Življenja in misli znamenitih filozofov je napisano v grščini in naj bi zagotavljalo vpogled v življenja in mnenja grških filozofov. Obstaja več različnih rokopisov (pariški rokopis, neapeljski rokopis, firenški rokopis) in izdaj (Frobenova izdaja, Estiennova izdaja). Ponavadi uporabljamo naslov, ki ga nudi pariški rokopis; "Diogena Laertskega življenja in misli tistih, ki se so odlikovali v filozofiji, ter mnenja sleherne filozofske  šole" ali krajše "Življenja in misli znamenitih filozofov". Zaradi neprecenljivosti tega dela je francoski renesančni filozof Michel de Montaigne rekel, da si želi, da bi obstajalo ducat Laercijev namesto enega. Po drugi strani pa sodobni poznavalci svetujejo, da jemljemo njegove besede z zdravo mero dvoma, še posebej zato, ker virov ne navaja. Herbert Long navrže: "Vsi Diogenovi dosežki so pridobili pomembnost zaradi izgube primarnih in zgodnjih sekundarnih virov, kar je njegova dela nehote postavilo za glavni vir znanja o grški filozofiji." Werner Jeager pa ga je označil za "velikega ignoranta".
Samo delo je razdeljeno na deset smiselnih podenot (knjig). 
Največ je kritiziran zaradi pretirane osredotočenosti na nepomembne podrobnosti življenj filozofov in pomanjkanja intelektualne kapacitete za razumevanje njihovih filozofskih del. Že sholastik Waterja Burleya je v svojem delu De vita et moribus philosophorum zapisal, da so bila Diogenova dela nekoč veliko bolj obsežna, kar pa ni težko ugotoviti, saj se pogosto sklicuje na podatke, ki jih je zapisal že nekje drugje, ki pa so lahko tudi vnosi kasnejših prepisovalcev. Glavna vira Diogenovega dela sta bila deli Diokla iz Magnezije Zabeležke o filozofih (Ἐπιδρομὴ τῶν φιλοσόφων) in Življenja filozofov (Περὶ βίων φιλοσόφων) ter delo Favorina Razne povesti in memoari (Απομνημονεύματα). Obe deli sta fragmentarno ohranjeni, vendar Burley glede na ohranjenost tematike obeh del pripomni, da je bilo Laertijevo delo ob nastanku verjetno bolj obsežno. 
Diogen je filozofe razdelil v dve ti. šoli: jonsko in italsko. Delitev je vprašljiva in naj bi temeljila na izgubljeni doksografiji Sotiona. Življenjepisi "jonske šole" se začno z Anaksimandrom in končajo z Menedemom, "italske" pa se začno s Pitagoro in končajo z Epikurjem. Sokratsko šolo je skupaj z vsemi vejami uvrstil v jonsko, eleate in skeptike pa v italsko. Zelo skromno omenja filozofe rimskega obdobja, razen seznama skeptikov v deveti knjigi.
Danes domenvamo, da je bil Diogen epikurejec ali skeptik. Epikura strastno brani v deseti knjigi, ki je kvalitetna in vsebuje tri dolga pisma, v katerih razlaga epikurejske doktrine. Pri opisih ostalih šol je objektiven, pironizem pa opisuje podrobneje. Ponekod se na skepticizem sklicuje kot na "našo šolo". Po drugi strani pa je morda do tega prihajalo zaradi nekritičnega prepisovanja iz virov. To ne pomeni, da je pripadal katerikoli šoli, bolj se je osredotočal na biografske podrobnosti. Poleg Življenja in misli znamenitih filozofov je napisal samostojno pesniško zbirko Vsetišje, ki je vključevala epigrame v različnih metrumih.
Diogen ni pisal o zgodovini filozofije v modernem pomenu besede. Njegovo delo lahko tako z literarnega kot s strokovnega stališča ocenimo kot povprečno, pa vendar je z dokumentarnega vidika neprecenljivo, citati in navezave na antična dela pa mu dajejo pristnost. Njegovo delo je dragocen prispevek k poznavanju antične filozofije in filozofov, pa tudi kot vir številnih anekdot o filozofih. Še bolj kot filozof pa na bralca naredi vtis kot domiseln zgodovinar filozofije in biograf s pravo mero humorja in praktične modrosti.